# Carex albicans
Espèce
Classification phylogénétique
Carex albicans est une espèce de plantes du genre Carex et de la famille des Cyperaceae.